# 菊地健雄
菊地 健雄（きくち たけお、1978年1月27日 - ）は、日本の映画監督である。

## 経歴
1978年1月27日、栃木県足利市に生まれる。明治大学政治経済学部を卒業。映画美学校第5期高等科を修了。『ヘヴンズ ストーリー』『岸辺の旅』『舟を編む』などの作品で助監督を務めた。
2015年、『ディアーディアー』で長編映画監督デビュー。2016年、監督作品『ハローグッバイ』が第29回東京国際映画祭の「日本映画スプラッシュ」部門で上映された。同作は2017年に一般公開された。2017年、二宮健監督の『MATSUMOTO TRIBE』に本人役で出演した。同年、貫地谷しほりと大東駿介を主演に迎えた監督作品『望郷』が公開された。

## フィルモグラフィー
特記のない作品は監督を担当。

### 長編映画
- ディアーディアー（2015年）
- ハローグッバイ（2016年）
- MATSUMOTO TRIBE（2017年） - 出演（本人役）
- 望郷（2017年）
- 体操しようよ（2018年）
- 僕らの千年と君が死ぬまでの30日間（2023年）

### 短編映画
- 嘘つきみーくんと壊れたまーちゃん episode.0 回遊と誘拐（2010年）

### テレビドラマ
- 仮面同窓会（2019年、東海テレビ・フジテレビ系）【演出】
- この男は人生最大の過ちです（2020年）[11]

### 配信ドラマ
- マチビト 神楽坂とお酒の話（2016年）
- 東京アリス（2017年）
- 佐賀県上峰町ブランデッドムービー「あたらしいふるさと」（2018年）[12]
- はさまるたいち（2020年）
- ヒヤマケンタロウの妊娠（2022年）[13]

## 受賞
- 2017年 - 第9回TAMA映画賞 - 最優秀新進監督賞（『ハローグッバイ』『望郷』）[14]